# Ushi-oni
Ushi-oni (jap. 牛鬼 ushi-oni, gyūki; wół-demon) – oni (demon) z japońskiego folkloru, jeden z rodzajów yōkai, posiadający głowę rogatego byka.

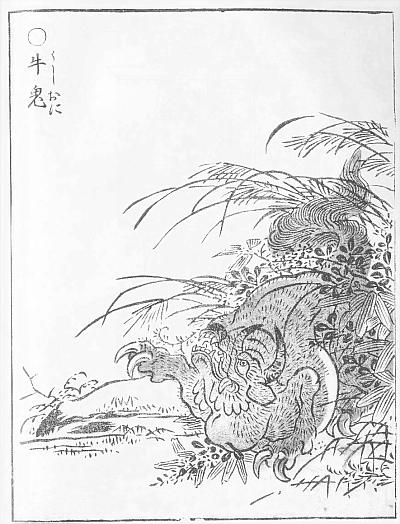
Ushi-oni na ilustracji autorstwa Sekiena Toriyamy (1712–1788)

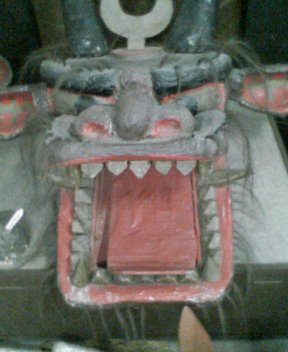
Jedna z wielu masek ushi-oni, używanych w historii podczas festiwalu walk byków w Uwajimie

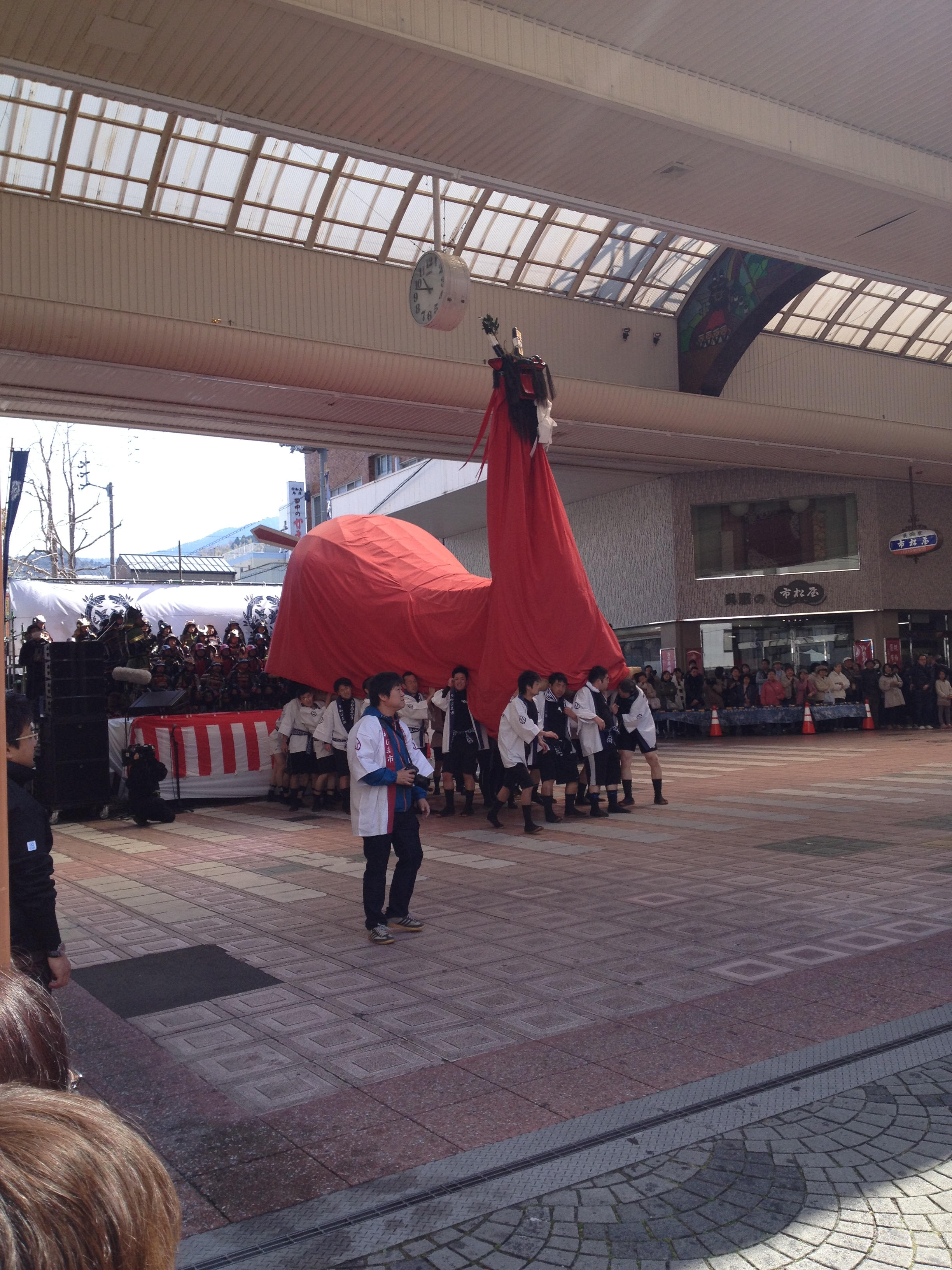
Festiwalowy ushi-oni

Istnieje wiele rodzajów ushi-oni, ale wszystkie posiadają głowy byka i rogi. Występuje w zachodniej Japonii, zazwyczaj wzdłuż wybrzeży morskich lub w pobliżu zbiorników wodnych, często ma głowę wołu na ciele pająka lub kota.
Każdego roku w lipcu miasto Uwajima w prefekturze Ehime na wyspie Shikoku, słynące z walk byków, organizuje trzydniowy festiwal, nawiązujący do wydarzeń w 1593 roku, w czasie wojny japońsko-koreańskiej. Podczas bitwy w Jinju, na południowym krańcu Półwyspu Koreańskiego, żołnierze Kiyomasy Katō, daimyō walczącego u boku Hideoyshiego Toyotomi, użyli wózka o wyglądzie skorupy żółwia, owiniętego w krowią skórę i ucharakteryzowanego na ushi-oni. W czasie festiwalu odtworzone „potwory-kukły” z głową demona oni na ruchomej szyi, o długości kilku metrów i okrytych kolorowymi materiałami uczestniczą w paradach.
Podczas tego festiwalu odbywają się także walki byków (Uwajima-tōgyū). Uwajima jest jednym z dziewięciu miejsc w Japonii, w których można je oglądać. Odbywają się w ciągu jednego dnia pięć razy w roku: w styczniu, kwietniu, lipcu, sierpniu i październiku. Byki są klasyfikowane w podobnej strukturze hierarchicznej, jak zapaśnicy w sumo, każdy z rangą odpowiadającą jego wcześniejszym występom.